# Reacció de Maillard

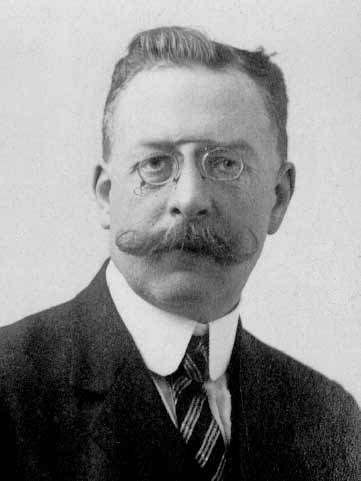
Louis Camille Maillard

La reacció de Maillard (tècnicament, glucosilació no enzimàtica de proteïnes) és un conjunt complex de reaccions químiques que es produeixen entre compostos nitrogenats (proteïnes, pèptids o aminoàcids) i els sucres reductors que es donen en escalfar (no cal que sigui necessari a temperatures molt altes) els aliments o barreges similars, com per exemple una pasta. Es tracta bàsicament d'una espècie de caramel·lització dels aliments, iniciada per la combinació del compost nitrogenat amb el sucre produint una quetosamina via un arranjament d'Amadori. Posteriorment es produeixen una sèrie de reaccions en cadena que poden incloure oxidacions, ciclacions i polimeritzacions. Els productes majoritaris d'aquestes reaccions són molècules cícliques i policícliques, que aporten gust i aroma als aliments, encara que també poden ésser cancerígenes.
Aquesta reacció la va investigar a fons el químic Louis-Camille Maillard a començaments del segle xx. El 1916, Maillard (1878-1936) va demostrar que els pigments marrons i els polímers que succeeixen durant la piròlisi (degradació química produïda únicament per calor) s'alliberen després de la reacció prèvia d'un grup d'aminoàcids amb un grup carbonil de sucres. No va ser fins al 1953 que es va descobrir el mecanisme de les complexes interaccions que es produeixen.

## Aliments obtinguts amb la reacció de Maillard
La reacció de Maillard, és la responsable de molts dels colors i gusts existents en alguns aliments:
- Galetes: el color torrat de l'exterior de les galetes genera un gust característic.
- El caramel elaborat de barreges de llet i sucre, també anomenat toffee.
- És el responsable del color marró al pa en ser torrat.
- El color d'aliments com ara la cervesa (a partir del torrat del malt d'ordi) i el cafè.
- Productes per a les cremes embrunidores.
- El gust de la carn rostida i de les cebes cuinades a la paella quan es comencen a enfosquir.
- El color de l'almívar de llet, obtingut en escalfar la llet amb el sucre.
- El color del rovell i, sobretot, la clara en l'ou centenari, degut a la reacció de maillard en medi alcalí.

El compost 6-acetil-1,2,3,4-tetrahidropiridina (1) és el responsable de l'olor de les galetes o al pa i crispetes. El compost químic 2-acetil-1-pirrolí (2) és el responsable del gusts aromàtic a les varietats d'arròs cuinat. Tots dos composts tenen un nivell olfactiu per sota 0.06 ng/L. Alguns dels altres composts produïts en la reacció de Maillard són la 2-acetilpiridina. Els compostos polimèrics generats per aquesta reacció que aporten el color bru o torrat a molts aliments es coneixen de forma genèrica com a melanoïdines.